# Tane Mahuta
A Tane Mahuta a világ legnagyobb élő új-zélandi kaurifenyője (Agathis australis). Maori nyelvű nevének jelentése: az erdő ura. Tömegében és magasságában az élő kaurifák közül a legnagyobb méretű, törzsének kerülete azonban elmarad az ugyancsak a Waipoua-erdőben élő Te Matua Ngahere nevű kauritól. A fa a természetvédelmi terület fő látványossága, a főúttól mindössze öt percre található, jól kiépített, a fa védelmében nagyrészt lábakon álló sétaúton közelíthető meg.

## Méretei
| Törzs kerülete            | 13,77 m  |
| Törzs magassága           | 17,68 m  |
| Teljes magassága          | 51,2 m   |
| Törzs anyagának térfogata | 244,5 m3 |
| Teljes faanyag térfogata  | 516,7 m3 |

A fa hatalmas koronája csaknem 35 méter széles; ágai körül tucatnyi vastagabb egy méternél, három darab kettő méternél és egynek az átmérője meghaladja a három métert is. A fa együttes fatömegének térfogata valamelyest túltesz a legnagyobb ismert óriás tujáén, a legnagyobb az araukáriafélék családjában és a harmadik legnagyobb fenyőféle a óriás mamutfenyő és az örökzöld mamutfenyő után.